# Thomas Menamparampil
Thomas Menamparampil SDB (ur. 22 października 1936 w Palai) – hinduski duchowny katolicki, arcybiskup Guwahati w stanie Asam w latach 1995–2012.

## Życiorys
Święcenia kapłańskie otrzymał 2 maja 1965.

## Episkopat
19 czerwca 1981 papież Jan Paweł II mianował go biskupem ordynariuszem diecezji Dibrugarh. Sakry biskupiej udzielił mu abp Hubert D’Rosario .
30 marca 1992 został mianowany biskupem Guwahati, a w 1995 po podniesieniu diecezji do rangi metropolii został jej pierwszym arcybiskupem.
W 2011 został zgłoszony został jako kandydat do pokojowej Nagrody Nobla.
18 stycznia 2012 papież przyjął jego rezygnację z urzędu złożoną ze względu na wiek.